# Hans Ritter von Seisser

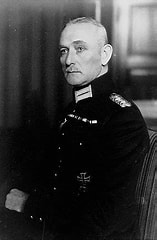
Hans Ritter von Seisser

O coronel  Hans Ritter von Seisser (Alemão Seißer; 9 de dezembro de 1874 - 14 de abril de 1973) foi o chefe da Polícia do Estado da Baviera em 1923.

## Carreira
Em setembro de 1923, após um período de turbulência e violência política, o primeiro-ministro Eugen von Knilling declarou a lei marcial e nomeou Gustav von Kahr, Staatskomissar (comissário estadual), com poderes ditatoriais. Juntamente com Seisser e o general do Reichswehr Otto von Lossow, eles formaram um triunvirato de direita na Baviera.
Naquele ano, muitos grupos nacionalistas queriam emular a "Marcha sobre Roma" de Mussolini por uma "Marcha sobre Berlim". Entre estes estavam o general da guerra Erich Ludendorff e também o grupo nazista (NSDAP), liderado por Adolf Hitler. Hitler decidiu tentar tomar o poder no que mais tarde ficou conhecido como o "Putsch de Munique" ou Putsch da Cervejaria. Hitler e Ludendorff buscaram o apoio do "triunvirato". No entanto, Kahr, Seisser e Lossow tinham seu próprio plano de instalar uma ditadura nacionalista sem Hitler.
Hitler estava determinado a agir antes que o apelo de sua agitação diminuísse. Assim, em 8 de novembro de 1923, Hitler e as SA invadiram uma reunião pública de 3 000 pessoas que havia sido organizada por Kahr na Bürgerbräukeller, uma grande cervejaria em Munique. Hitler interrompeu o discurso de Kahr e anunciou que a revolução nacional havia começado, declarando a formação de um novo governo com Ludendorff. Enquanto agitava sua arma, Hitler exigiu o apoio de Kahr, Seisser e Lossow. As forças de Hitler inicialmente conseguiram ocupar o Reichswehr local e a sede da polícia; no entanto, nem o exército nem a polícia estadual uniram forças com Hitler. Kahr, Seisser e Lossow foram brevemente detidos, mas depois liberados. Os homens rapidamente retiraram seu apoio e fugiram para se juntar à oposição a Hitler.
No dia seguinte, Hitler e seus seguidores marcharam da cervejaria para o Ministério da Guerra da Baviera para derrubar o governo da Baviera em sua "Marcha sobre Berlim", mas a polícia os dispersou. Dezesseis membros do NSDAP e quatro policiais foram mortos no golpe fracassado.
Seisser se aposentou em 1930. A partir de 1933, ele foi prisioneiro no campo de concentração de Dachau. Ele foi libertado em 1945, quando as forças americanas capturaram o campo, e voltou para a aposentadoria. Ele morreu em 1973, aos 98 anos.